# Campionato italiano di hockey su pista 1922
Il Campionato italiano 1922 è stato la 1ª edizione del torneo di primo livello del campionato italiano di hockey su pista. La competizione ha avuto luogo tra il 23 e il 25 aprile 1922 a Milano sulla pista di corso Sempione, oggi scomparsa.
Lo scudetto è stato conquistato dall'Excelsior Pola per la prima volta nella sua storia.

## Stagione

### Formula
La competizione fu strutturata su un girone unico all'italiana con gare di sola andata tra le quattro squadre partecipanti.

### Avvenimenti
Nel 1922 venne fondata la Federazione italiana pattinaggio a rotelle a Milano; il primo presidente federale eletto fu Alberto Bonacossa. Nello stesso anno venne organizzato il primo campionato italiano di hockey su pista. Il torneo fu disputato dal 23 al 25 aprile del 1922 a Milano. Al neonato campionato parteciparono quattro squadre: Excelsior Pola, Sempione, Triestina e il Veloce Club. Al termine del torneo prevalse la compagine istriana dell'Excelsior Pola che così divenne la prima squadra a laurearsi campione d'Italia.
Le partite furono disputate tutte sulla pista di via Arona 4, pista allestita sotto la tribuna principale del Velodromo Sempione.

## Squadre partecipanti
| Club           | Stagione | Città   |
| -------------- | -------- | ------- |
| Excelsior Pola | dettagli | Pola    |
| Sempione       | dettagli | Milano  |
| Triestina      | dettagli | Trieste |
| Veloce Club    | n.d.     | Milano  |

## Classifica finale
|  | Pos. | Squadra        | Pt | G | V | N | P | GF | GS | DR  |
|  | ---- | -------------- | -- | - | - | - | - | -- | -- | --- |
|  | 1.   | Excelsior Pola | 6  | 3 | 3 | 0 | 0 | 13 | 1  | +12 |
|  | 2.   | Triestina      | 4  | 3 | 2 | 0 | 1 | 7  | 6  | +1  |
|  | 3.   | Sempione       | 2  | 3 | 1 | 0 | 2 | 7  | 11 | -4  |
|  | 4.   | Veloce Club    | 0  | 3 | 0 | 0 | 3 | 2  | 11 | -9  |

Legenda:
      Campione d'Italia.
Note:
Due punti a vittoria, uno a pareggio, zero a sconfitta.

## Risultati
| Milano 23 aprile 1922 | Sempione | 2 – 3 | Triestina | Pista di via Arona |

| Milano 23 aprile 1922 | Excelsior Pola | 3 – 0 | Veloce Club | Pista di via Arona |

| Milano 24 aprile 1922 | Veloce Club | 1 – 4 | Triestina | Pista di via Arona |

| Milano 24 aprile 1922 | Excelsior Pola | 7 – 1 | Sempione | Pista di via Arona |

| Milano 25 aprile 1922 | Excelsior Pola | 3 – 0 | Triestina | Pista di via Arona |

| Milano 25 aprile 1922 | Veloce Club | 1 – 4 | Sempione | Pista di via Arona |

## Verdetti
| Verdetto               | Club                       |
| ---------------------- | -------------------------- |
| Campione d'Italia 1922 | Excelsior Pola (1º titolo) |

### Squadra campione
| N° | Naz.              | Ruolo | Sportivo          |  |  |  |
| -- | ----------------- | ----- | ----------------- |  |  |  |
|    | Italia (bandiera) | P     | Nicolò Sodomaco   |  |  |  |
|    | Italia (bandiera) | E     | Angelo Fabbro     |  |  |  |
|    | Italia (bandiera) | E     | Ludovico Maresch  |  |  |  |
|    | Italia (bandiera) | E     | Alfredo Mauro     |  |  |  |
|    | Italia (bandiera) | E     | Ermanno Paulin    |  |  |  |
|    | Italia (bandiera) | E     | Olimpio Policardi |  |  |  |
|    | Italia (bandiera) | E     | Gianni Reiss      |  |  |  |
|    | Italia (bandiera) | E     | Stefano Staffetta |  |  |  |